# Boundji
 (juin 2023).
- Si vous ne connaissez pas le sujet, laissez ce bandeau (vous pouvez alors contacter les auteurs).
- Si vous supprimez le contenu mis en cause (vous pouvez préalablement contacter les auteurs),

argumentez précisément cette suppression dans la page de discussion
(un manque de référence n'est pas un argument ; une recherche réelle de référence doit avoir été effectuée, être formellement documentée).
 (août 2008).
Si vous disposez d'ouvrages ou d'articles de référence ou si vous connaissez des sites web de qualité traitant du thème abordé ici, merci de compléter l'article en donnant les références utiles à sa vérifiabilité et en les liant à la section « Notes et références ».
Boundji est le nom d'un district de la région de la Cuvette centrale en république du Congo, chef-lieu du district homonyme.
Le nom vient d’une modification de l’expression mbosi « mbo ndzi » qui signifie littéralement « plusieurs bras ». Chaque bras est supposé indiquer l'axe de provenance des populations mbosi qui peuplaient Boundji à l'origine[réf. nécessaire].

## Histoire
Le village de Boundji est né à la suite de la fondation par Prosper Augouard de la Congrégation du Saint-Esprit, missionnaire au Congo français à la fin du XVIIIe siècle, de la Mission catholique Saint François-Xavier, le 10 janvier 1900. Baptisé Saint-Benoît par les missionnaires, il est situé à un kilomètre de l’Alima, l’une des rivières empruntées par l'explorateur Savorgnan de Brazza.
Le village s'est agrandi et est devenu un centre administratif, chef-lieu du district de Boundji. On y trouve des écoles primaires (qui ont entre autres accueilli Jacques Opangault, le cardinal Émile Biayenda et Théophile Obenga), un collège général, un collège professionnel et un lycée ainsi qu'un dispensaire et un hôpital, un aérodrome du nom d'un ancien pilote congolais (Jean-Pierre Assoua), un port fluvial construit avec l'aide du Fonds européen pour le développement (FED) au tout début des années 1970, une carrière et une unité de concassage de pierre, une usine de décorticage du café et de paddy (en ruine) ainsi qu'une unité artisanale de fabrication d'huile de palme héritée des frères Tréchot

## Principaux villages du district
Les principaux villages qui forment le district de Boundji sont : Effessi (aujourd'hui disparu), Engondo, Odikango, Okaya (village recréé), Otsègnè, Ondingui fait partie de Boundji, Attéli, Okouessé, Okoulou, Iyongo, Tséka, Iko, Epfounou, Engana, Oléri, Abolo…, Essimbi (aujourd'hui disparu), Ekiembé, Ngouoni, Ekami, Abéla, Tsongo, Endagui, Olayoko, Foura, Etouomi, Otogo, Olebi…, Ongondza, Tombo, Issèrè (village recréé), Obongui, Olongonè, Mbessè, Okoungou.

## Monuments historiques
Les édifices coloniaux ont quasiment tous disparu. Il n'en reste que l'ancien couvent des sœurs franciscaines missionnaires de Marie (FMM) composé d'une résidence principale, d'un bâtiment ayant servi d'orphelinat et d'une chapelle. Cet ensemble est aujourd'hui occupé par les pères de la Congrégation des Franciscains, originaires d’Italie.
Le cimetière chrétien date de la création de Saint-Benoît. En plus de missionnaires européens, on y trouve également plusieurs indigènes.
Le prêtre alsacien Paul Sigward a construit à partir de 1968 l'actuelle église catholique de Boundji (paroisse Saint François-Xavier) qui a quitté les bords de l'Alima pour le cœur du village chrétien.
L'église de Boundji fait partie du diocèse d'Owando. À l'époque, le diocèse avait comme évêque un natif de Boundji, monseigneur Georges-Firmin Singha, à qui succéda monseigneur Ernest Kombo, ancien président de la Deuxième Conférence nationale (la première ayant eu lieu sous Marien Ngouabi au début des années 1970) et du Conseil National de Transition. Il est mort en France en 2009 des suites d'une maladie. L'actuel évêque du diocèse est monseigneur Victor Abagna Mossa, ancien du séminaire Saint-Pie-X de Makoua.

## Enseignements
Plusieurs cadres congolais, dont certains ont obtenu des postes à responsabilité dans l'administration du Congo, ont commencé leurs études à Saint-Benoît au sein de l'école de la Mission dirigée par les missionnaires européens par un abbé congolais natif du Pool, Eugène Nkakou. Avec le temps est née l'école officielle Édouard-Epenita, suivie d'un collège d'enseignement général, Sylvestre-Tsamas, un collège d'enseignement professionnel, lècoli l'Abaya, et enfin un lycée.

## Économie
Boundji possède un aéroport, (code AITA : BOE), un port, un marché et un centre de ressources informatiques.